# 左宗郢
左宗郢（？—？），字景賢，號心源，江西建昌府南城縣人，明朝政治人物。

## 生平
万历七年（1579年）己卯科江西乡试举人，十七年（1589年）己丑科进士。吏部观政，三十年（1602年）二月选授四川道监察御史，三十一年任直隶巡倉御史，三十三年九月两淮巡盐，三十五年七月提调顺天学政，三十七年巡按浙江，因水土不服，三十八年闰三月升南京太仆寺添注少卿，三十九年四月南京科道纠拾，被调外任。居家時以所藏书三百七十种送入府学尊经阁，自为记。

## 家族
母蔡氏，封宜人（1529年-1590年）。